# Piconcillo (Córdoba)
Piconcillo es una pedanía dentro del municipio español de Fuente Obejuna, en la Provincia de Córdoba, Comunidad autónoma de Andalucía.

## Datos básicos
Está situado a 13,6 km del núcleo urbano de Fuente Obejuna, en plena Sierra Morena; junto a ella, como si fuera un vigía, se alza en sus proximidades un cerro conocido como “ El Castillo”. Es una de las 14 aldeas del municipio de Fuente Obejuna. Su población, según los datos del INE correspondientes a 2009, es de 80 habitantes (42 varones y 32 mujeres). Sus coordenadas geográficas son latitud 38º 11´05", longitud 5º 28´ 08". Se encuentra situada a una altitud de 525 metros y a 106,4 kilómetros de la capital de provincia, Córdoba. El municipio está bien comunicado por la carretera N-432.
Celebra su feria y fiestas mayores en honor a la Virgen del Rocío, en la segunda semana de agosto.
Alrededor de Piconcillo hay dos dehesas pobladas de monte bajo y encinar: Segoviana y el Molinillo.
La aldea de Piconcillo se encuentra dividida en dos partes: la parte más elevada, que es la zona antigua, siendo la calle Cervantes, la zona de viviendas más moderna caracterizada por la simetría de sus callejones y calles. Esta separación natural es debida a la vertiente de las aguas encauzadas entre ellas, conocida como “ Barranquillo”, procedentes de pozos y yacimientos cercanos.

## La Iglesia

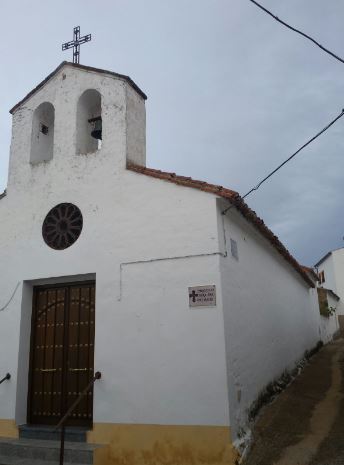
Iglesia de Piconcillo

La iglesia de Piconcillo está bajo la advocación de Ntra. Sra.del Rocío. Se trata de una pequeña iglesia con cinco cuerpos , siendo más alto el del altar Mayor, el cual está presidido por el Crucificado acompañado por las imágenes de la Virgen del Rocío, patrona de esta aldea. 
De su exterior decir que posee una fachada lisa sin decoración, solo cuenta con un rosetón sobre la puerta de entrada. Es una iglesia singular caracterizada por su sencillez.

### Tradiciones relacionadas con la Iglesia de Piconcillo
Las fiestas y tradiciones de Piconcillo comienzan el día 19 de marzo, llevando en procesión a la imagen de San José a la finca de la Segoviana, donde se dice una misa y después todas las personas que han asistido pasan el día en el campo.
La Feria y Fiestas son para la Virgen del Carmen, en la segunda semana de junio, organizando bailes populares y competiciones deportivas a los que asisten muchos emigrantes.

## Asociación Astronómica de Piconcillo
En la pedanía además, como reclamo cultural científico, existe una asociación llamada AAPiconcillo (Asociación Astronómica de Piconcillo) orientada en su totalidad al mundo de la astronomía. La asociación se encarga de llevar a cabo rutas guiadas de senderismo por las zonas rurales de Piconcillo y alrededores. 
Normalmente es común que a mitad de la ruta se realice una observación al cosmos por parte de todos los asistentes al evento y posteriormente, se vuelve a la aldea también andando. La observación se hace con los equipos de la propia asociación. 

### Observatorio privado en Piconcillo
En la aldea podemos encontrar, como curiosidad, un observatorio privado del actual presidente de la AAPiconcillo (Francisco Manuel Santos), bautizado como ''Giordano Bruno''.

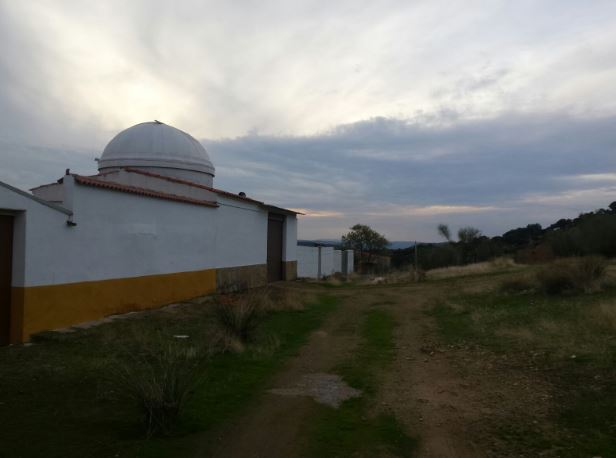
Observatorio privado en Piconcillo (Giordano Bruno), dueño: Francisco Manuel Santos

## Turismo
En la aldea existen varios albergues situados junto al polideportivo y campo de fútbol de arena consecutivo. Además la zona de alrededor a los albergues se encuentra repleta de numerosos merenderos con barbacoas al alcance de todo el mundo al aire libre. 

## Costumbres
En tiempos de verano es usual que se organicen comilonas entre vecinos, amigos o familia. Es en esta época cuando más poblado se encuentra Piconcillo. Emigrantes de todas partes de España acuden a la aldea para pasar allí los meses de julio y agosto en su mayoría. 
En agosto también es habitual que se organicen campeonatos de fútbol con aldeas como Ojuelos Bajos y Argallón, ya que son técnicamente vecinas.